# Paul Keller (Schriftsteller)

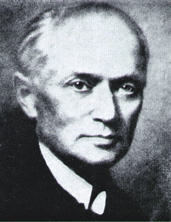
Paul Keller

Paul Keller (* 6. Juli 1873 in Arnsdorf, Kreis Schweidnitz, Provinz Schlesien; † 20. August 1932 in Breslau, Provinz Niederschlesien) war ein deutscher Schriftsteller und Publizist.

## Leben

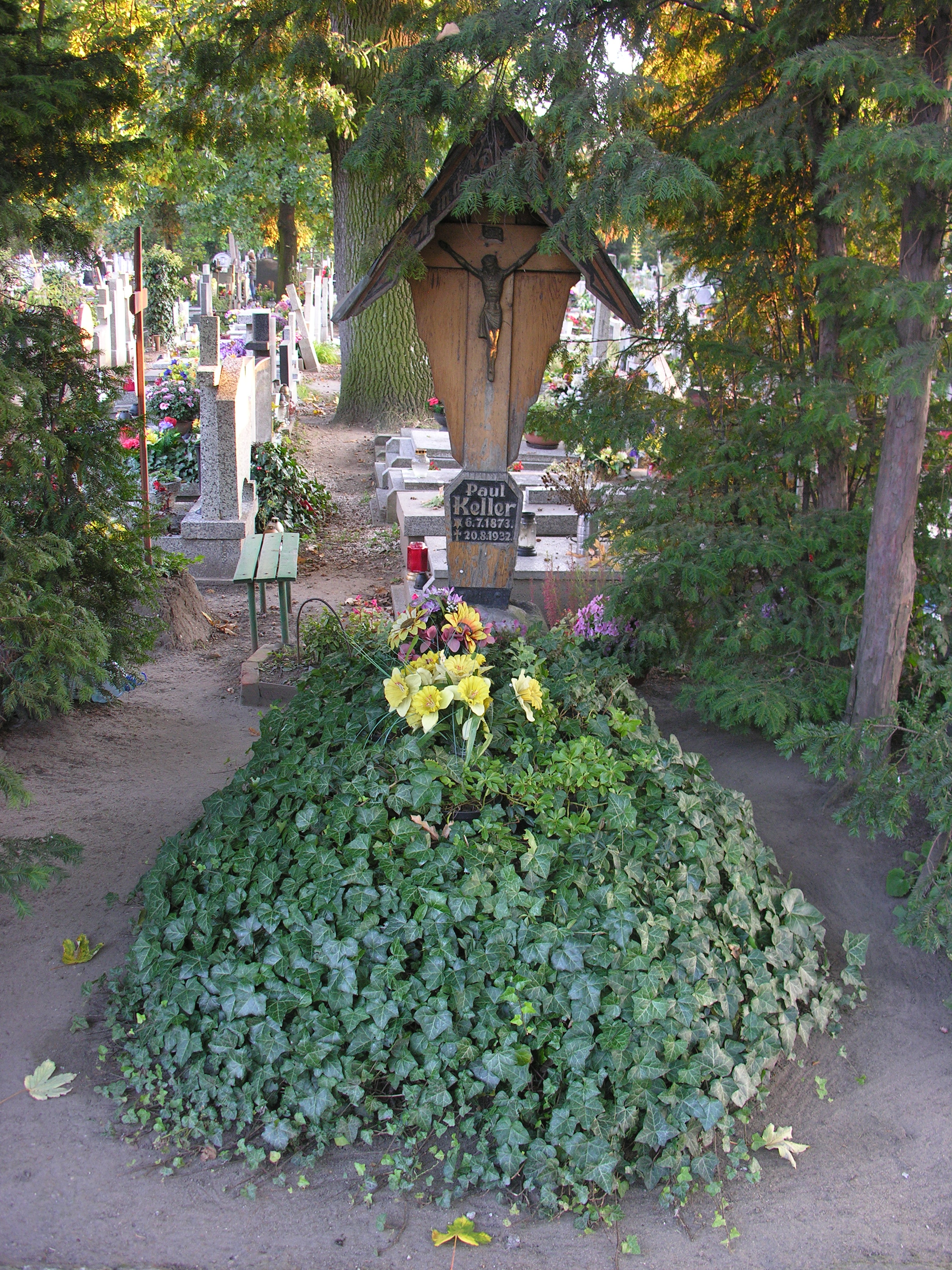
Grab in Breslau

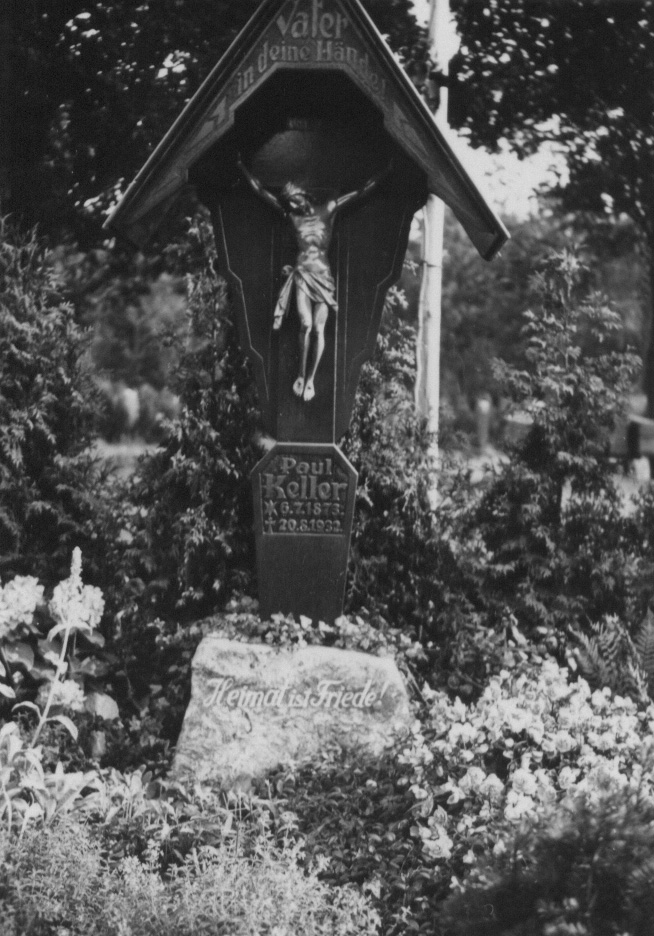
Grabkreuz in den 1930er-Jahren

Keller war der Sohn eines Maurers und Schnittwarenhändlers. Zwischen 1887 und 1890 besuchte er die Präparandenanstalt in Bad Landeck und anschließend von 1890 bis 1893 das Lehrerseminar in Breslau. Nachdem er acht Monate als Lehrer in Jauer tätig gewesen war, wechselte er 1894 als Hilfslehrer an die Präparandenanstalt in Schweidnitz. Zwischen 1896 und 1908 war er Volksschullehrer in Breslau.
Keller gründete die Zeitschrift „Die Bergstadt“ (1912–1931) und schrieb schlesische Heimatromane.
Zusammen mit Paul Barsch unternahm Keller zwischen 1903 und 1927 zahlreiche Reisen durch Europa und Nordafrika. Zudem führten ihn zahlreiche Lese- und Vortragstourneen durch Deutschland, Österreich, die Schweiz und die Tschechoslowakei.
Er war 1910 Mitglied der Jury eines Preisausschreibens des Kölner Schokoladeproduzenten Ludwig Stollwerck für Sammelbilder des Stollwerck-Sammelalbums Nr. 12 „Humor in Bild und Wort“.
Er war Ehrenmitglied der katholischen Studentenverbindung KÖStV Austria Wien, KÖStV Aargau Wien und KÖHV Amelungia Wien.
Paul Keller starb am 20. August 1932 in Breslau und wurde auf dem dortigen Laurentiusfriedhof bestattet.

## Leistung
Keller gehörte zu den meistgelesenen Autoren in der ersten Hälfte des 20. Jahrhunderts, was sich in einer Gesamtauflage seiner Bücher 1931 bei fünf Millionen widerspiegelt, und wurde in 17 Sprachen übersetzt. Schriftsteller wie Wilhelm Raabe oder Peter Rosegger schätzten den Autor sehr. Gerade die früheren Werke wie Waldwinter oder Der Sohn der Hagar zeichnen sich durch künstlerische Kraft und Meisterschaft aus, während in den späteren Erzählwerken eine gewisse Verflachung zu beobachten ist, die sich auch durch Wiederholungen und mangelnde Originalität bemerkbar machte (was aber seinen Erfolg beim Publikum nicht schmälerte).
Das letzte Märchen ist eine Geschichte, in der ein Journalist in ein unterirdisches Märchenreich eingeladen wird, um dort eine Zeitung aufzubauen, und dabei in Intrigen innerhalb des Königshauses hineingerät. Die Namen wie König Heredidasufoturu LXXV., Stimpekrex, Doktor Nein (der Oppositionsführer) haben wahrscheinlich Michael Ende zu seinem Roman Die unendliche Geschichte angeregt.
Seine Romane, die während der Zeit des späten Naturalismus entstanden sind, beschreiben ungeschönt menschliche Schwachheit und schwere Schicksale. Im Sinne Kellers christlicher Weltanschauung zeigt der Autor aber auch stets positive Perspektiven und Beispiele sinnhaften Lebens. Die Sprache und Gestaltung von Kellers Werken ist ausgesprochen gemütvoll und zielt auf das Gefühl des Lesers ab.
Der Roman Der Sohn der Hagar wurde ins Englische, Portugiesische, Ungarische und Polnische übersetzt, die Nouvelle Revue Française veröffentlichte eine Übersetzung unter dem Titel Le fils d'Agar.

## Werke
- Gold und Myrrhe, Paderborn
  - 1 (1898)
  - N.F. – 1900
- Waldwinter, München 1902
- In deiner Kammer, Paderborn 1903
- Das letzte Märchen, Breslau [u. a.] 1905
- Das Niklasschiff, Paderborn 1907
- Der Sohn der Hagar, München 1907, online, librivox
- Die alte Krone, München 1909, Project Gutenberg
- Die fünf Waldstädte, Berlin [u. a.] 1910, Project Gutenberg
- Paul Keller, Hirschberg 1910
- Ausgewählte Erzählungen, Paderborn 1912
- Die Heimat, Berlin [u. a.] 1912, Project Gutenberg
- Stille Straßen, Berlin 1912
- Die Insel der Einsamen, Berlin [u. a.] 1913
- Paul-Keller-Worte, Paderborn 1913
- Gedeon, Donauwörth 1914
- Ferien vom Ich, Breslau [u. a.] 1915
- Grünlein, Breslau [u. a.] 1915
- Hubertus, Breslau [u. a.] 1916
- Das Königliche Seminartheater und andere Erzählungen, Leipzig [u. a.] 1916
- Von Hause, Leipzig [u. a.] 1917
- In fremden Spiegeln, Breslau [u. a.] 1920
- Altenroda, Breslau [u. a.] 1921
- Neues Durfmusikke-Buch, Breslau 1922 (zusammen mit Hermann Breiter und Hermann Kittelmann)
- Werke, Breslau
  - 1,1. Waldwinter, 1922
  - 1,2. Der Sohn der Hagar, 1922
  - 1,3. Das letzte Märchen, 1922
  - 1,4. Hubertus, 1922
  - 1,5. Stille Straßen, 1922
  - 2,1. Ferien vom Ich, 1923
  - 2,2. Die Insel der Einsamen, 1923
  - 2,3. In fremden Spiegeln, 1923
  - 2,4. Das königliche Seminartheater. Altenroda. Grünlein, 1923
  - 2,5. Gold und Myrrhe, 1923
  - 3,1. Die Heimat, 1925
  - 3,2. Die vier Einsiedler, 1925
  - 3,3. Die alte Krone, 1925
  - 3,4. In deiner Kammer, Das Niklasschiff, 1925
- Die vier Einsiedler, Breslau 1923
- Die drei Ringe, Breslau 1924
- Im Bergland erträumt, Graz 1924 (zusammen mit Karl Moser)
- Dorfjunge, Breslau 1925
- Marie Heinrich, Breslau 1926
- Titus und Timotheus und der Esel Bileam, Breslau 1927
- „Sieh dich für!“, Breslau 1928
- Drei Brüder suchen das Glück, Breslau 1929
- Ulrichshof, Breslau 1929
- Das Geheimnis des Brunnens, Breslau 1930
- Das Eingesandt, Breslau 1931
- Mihel, der Rächer, Breslau 1931
- Bergkrach, Breslau 1932
- Vergrabenes Gut, Breslau 1932
- Gedichte und Gedanken, Breslau 1933
- Sein zweites Leben, Berlin [u. a.] 1934

### Verfilmungen
- Kinderseelen klagen euch an, (D, 1927), Regie Curtis Bernhardt, mit Carla Bartheel, Harry Hardt, Fritz Rasp, Walter Rilla, Albert Steinrück u. a.
- Der Sohn der Hagar, (D, 1927), Regie Fritz Wendhausen, mit Mady Christians, Max Schreck u. a.
- Ferien vom Ich, (D, 1934), Regie Hans Deppe
- De bør forelske dem (Dk, 1935), Regie Lau Lauritzen senior, mit Illona Wieselmann, Henrik Bentzon, Holger Reenberg u. a.
- Waldwinter, (D, 1936), Regie Fritz Peter Buch, mit Hansi Knoteck, Viktor Staal, Eduard von Winterstein u. a.
- Ferien vom Ich, (D, 1952), Regie Hans Deppe, mit Rudolf Prack, Marianne Hold, Willy Fritsch, Grethe Weiser, Paul Henckels, Oskar Sima, Gunnar Möller u. a.
- Sohn ohne Heimat, (D, 1955), Regie Hans Deppe, mit Elisabeth Flickenschildt, Heinrich Gretler, Paul Klinger, Werner Krauß, Gunnar Möller, Wolfgang Gruner, Eva Probst u. a.
- Ferien vom Ich, (D, 1963), Regie von Hans Grimm, mit Geneviève Cluny, Walter Reyer, Hans Holt, Grethe Weiser, Paul Hörbiger, Elisabeth Flickenschildt, Peter Vogel, Michl Lang, Lukas Ammann u. a.